# Rhacophorus margaritifer
Espèce
Synonymes
- Hyla margaritifera Schlegel, 1837
- Rhacophorus javanus Boettger, 1893
- Rhacophorus barbouri Ahl, 1927

Statut de conservation UICN

 LC  : Préoccupation mineure
Rhacophorus margaritifer est une espèce d'amphibiens de la famille des Rhacophoridae.

## Répartition
Cette espèce est endémique de l'île de Java en Indonésie. Elle se rencontre au-dessus de 1 000 m d'altitude.

## Publications originales
- Schlegel, 1837 : Abbildungen neuer oder unvollständig bekannter Amphibien : nach der Natur oder dem Leben entworfen (1837), Arnz & Comp., p. 1-141.
- Boettger, 1893 : Neue Reptilien und Batrachier aus West-Java. Zoologischer Anzeiger, vol. 16, p. 334-340 (texte intégral).
- Ahl, 1927 : Zur Systematik der asiatischen Arten der Froschgattung Rhacophorus. Sitzungsberichte der Gesellschaft Naturforschender Freunde zu Berlin, vol. 1927, p. 35-47.